# Dê Aspromonte
Dê Aspromonte hoặc Capra dell'Aspromonte là một giống dê nhà bản địa có nguồn gốc từ vùng núi của Aspromonte, ở tỉnh Reggio Calabria ở Calabria ở miền nam Italy, địa danh mà giống dê này được đặt tên theo. Giống dê này chỉ được nuôi dưỡng ở tỉnh Reggio Calabria, chủ yếu ở Aspromonte, ở Altipiano dello Zomaro (cao nguyên Zomaro) ở phía đông bắc và ở các vùng ven biển Ionia của tỉnh và đặc biệt là trong các khu vực thuộc Vùng văn hóa Grecanic. Trong khi giống dê này được cho là có nguồn gốc từ Aspromonte, nó có thể bị ảnh hưởng bởi nhiều giống dê khác nhau, bao gồm dê Abyssinian, Dê Malta và một loại được gọi là "Dê Tây Tạng" với bộ lông dài mượt, được nhập khẩu vào Calabria trong đầu thế kỷ 20 và được ghi chép đầy đủ.
Aspromonte là một giống dê hai mục đích, nuôi nhằm mục đích lấy cả thịt và sữa. Nó là một giống dê thanh đạm và cứng rắn, có vai trò quan trọng trong quản lý thực vật và bảo tồn đồng cỏ núi của vùng núi Aspromonte, góp phần phòng chống cháy, ổn định đất và bảo tồn đa dạng sinh học địa phương và hệ sinh thái.
Dê Aspromonte là một trong 43 giống dê của Ý phân bố hạn chế mà một cuốn sách về giống được lưu giữ bởi Associazione Nazionale della Pastorizia, hiệp hội chăn nuôi cừu và dê quốc gia Ý. Vào cuối năm 2013, số lượng dê giống này đã đăng ký được báo cáo là 27.164 hoặc 26.249 con.